# Władimir Sołouchin
Władimir Aleksiejewicz Sołuchin (ros. Влади́мир Алексе́евич Солоу́хин, ur. 14 czerwca 1924 we wsi Alepino w rejonie sobińskim, zm. 4 kwietnia 1997 w Moskwie) – poeta i pisarz rosyjski. Pochowany w rodzinnej wsi.
Tworzył głównie w okresie Związku Radzieckiego. Jeden z głównych przedstawicieli nurtu wiejskiego. Uprawiał głównie prozę reportażową, w której łączył dokument z wątkami autobiograficznymi i refleksją filozoficzną (m.in. Krople rosy (1960), wyd. pol. 1962). W artykułach publicystycznych występował w obronie rosyjskiej tradycji, zwłaszcza malarstwa ikonograficznego (Spotkanie z ikonami, wyd. pol. 1975).